# Первый чешский теннисный клуб
Первый чешский теннисный клуб — крупный спортивный объект, расположенный в Праге, Чехия.
Клуб открыт в 1893 году на острове Штванице.
В тёплое время года на территории комплекса действуют 19 кортов: 15 — с грунтовым покрытием, два — с твёрдым и два — оборудованы под крышей. В зимнее время года клуб предоставляет 12 кортов в зале (восемь — на харде и четыре — на грунте). Центральный стадион клуба оборудован трибунами на восемь тысяч зрителей.
Владельцы клуба и национальная федерация регулярно проводят на территории клуба крупные спортивные турниры: в 1986 году здесь прошёл финальный турнир Кубка Билли-Джин Кинг, с 1991 года, с паузами, здесь проходит личный турнир в рамках различных международных серий.
В середине 2010-х клуб был одним из мест съёмок фильма «Борг/Макинрой».